# Beckingen
Beckingen (en Sarrois Beckinge) est une commune allemande, dans l'arrondissement de Merzig-Wadern et le Land de Sarre.

## Quartiers
- Beckingen
- Düppenweiler
- Erbringen
- Hargarten (Hargarten-über-Merzig, ancienne commune de la Moselle d’Hargarten-outre-Sarre)
- Haustadt
- Honzrath
- Oppen
- Reimsbach
- Saarfels (avant Mai 1923: Fickingen)

## Histoire
| Appartenances historiques Électorat de Trèves 1084-1678 Royaume de France 1678-1694 Duché de Lorraine 1694-1766 Royaume de France 1766-1792 République française (Moselle) 1792-1804 Empire français (Moselle) 1804-1813 Royaume de Prusse (Grand-duché du Bas-Rhin) 1815-1822 Royaume de Prusse (Province de Rhénanie) 1822-1918 République de Weimar 1918-1920 Territoire du bassin de la Sarre 1920-1935 Reich allemand 1935-1945 Allemagne occupée 1945-1947 Protectorat de Sarre 1947-1956 Allemagne 1956-présent |

Beckingen (anciennement Becking) était auparavant une commune et un chef-lieu de canton de la Moselle, dans le district de Sarrelouis. À la suite de la défaite de l'Empire napoléonien en 1815, Beckingen a été cédé à la Prusse.

## Administration
- 1993 – 2003 : Manfred Peter SPD
- 2003 – : Erhard Seger CDU

## Personnalités liées à la commune
- Blandine Merten (1883-1918), bienheureuse née à Düppenweiler.
- Hellmuth Heye (* 9.8.1895, † 10.11.1970 − vice-amiral et homme politique CDU, député du Bundestag, (Wehrbeauftragter des Deutschen Bundestages)
- Aline Söther (née le 10 septembre 1923 à Beckingen, morte en avril 1945 à Ravensbrück), victime du nazisme

## Transports
La gare de Beckingen, restaurée de 2009 à 2014 est incluse dans la liste des monuments historiques de la municipalité.

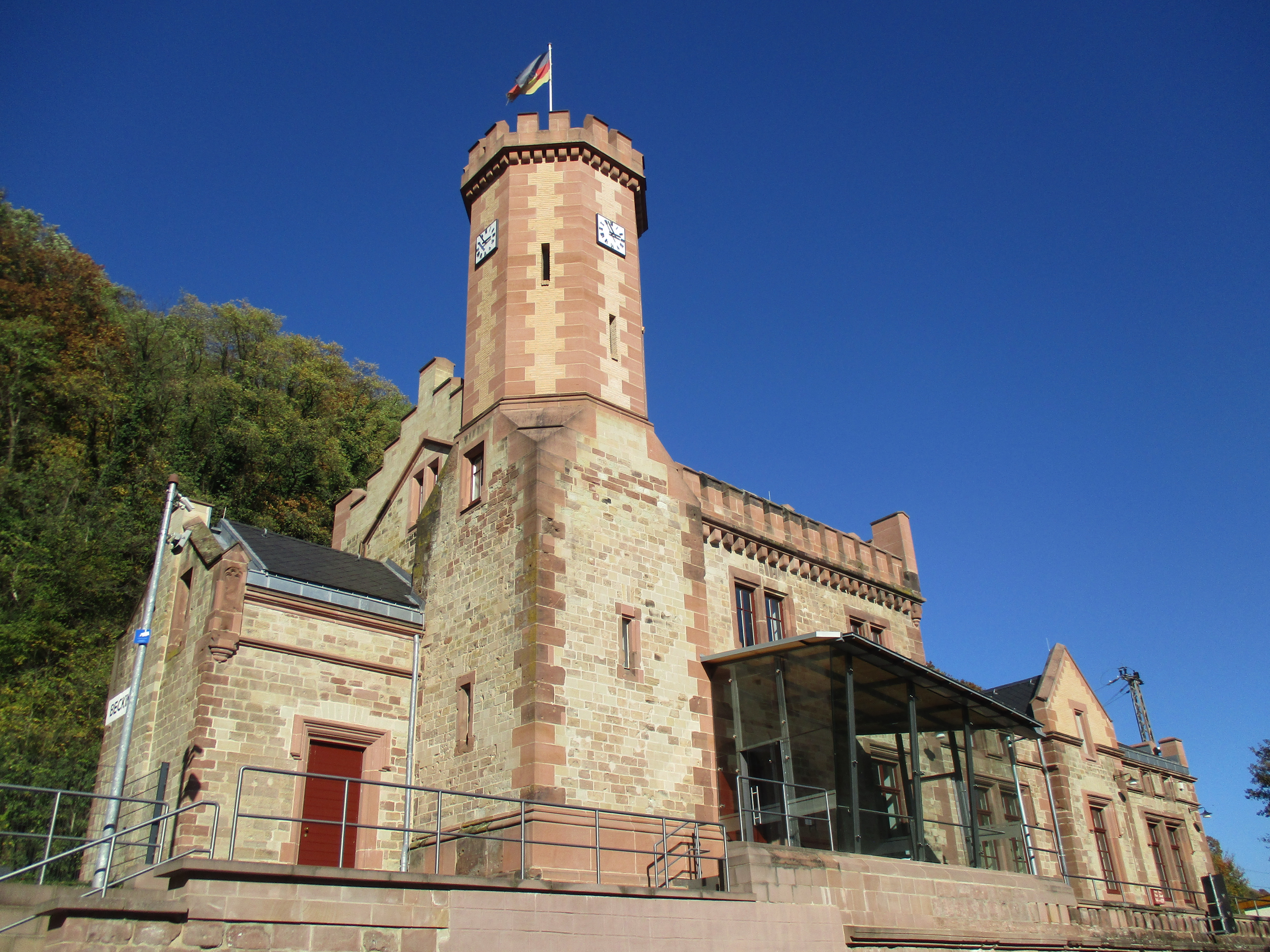
Gare historique de Beckingen en 2018